# ديف كار (لاعب كرة قدم)
ديف كار (بالإنجليزية: Dave Carr)‏ (31 يناير 1957 - 19 يونيو 2005) هو لاعب كرة قدم بريطاني في مركز الدفاع. لعب مع نادي لوتون تاون ولينكولن سيتي أف سي.